# Weltmeisterschaften im Bogenschießen 1985
Die Weltmeisterschaften im Bogenschießen 1985 wurden vom 2. bis 5. Oktober in der südkoreanischen Hauptstadt Seoul ausgetragen.

## Ergebnisse Recurvebogen
| Disziplin         | Gold                                                                                       | Silber                                                                    | Bronze                                                              |
| ----------------- | ------------------------------------------------------------------------------------------ | ------------------------------------------------------------------------- | ------------------------------------------------------------------- |
| Männer Einzel     | Richard McKinney                                                                           | Koo Ja-chong                                                              | Takayoshi Matsushita                                                |
| Frauen Einzel     | Irina Soldatowa                                                                            | Ljudmyla Arschannikowa                                                    | Kim Jin-ho                                                          |
| Männer Mannschaft | Südkorea Koo Ya-chong Su Jeon-in Ho Jin-soo Seo Man-kyo                                    | Vereinigte Staaten Richard McKinney Darrell Pace Glenn Meyers Larry Smith | Schweden Mats Nordlander Gert Bjerendal Göran Bjerendal Tommy Quick |
| Frauen Mannschaft | Sowjetunion Irina Soldatowa Ljudmyla Arschannikowa Sebinisso Rustamowa Handa Gomboschafowa | Südkorea Kim Jin-ho Park Jung-am Seo Hyang-soon Yang Kyung-soon           | Deutschland Margot Benz Doris Haas Manuela Dachner Claudia Ktiz     |

## Medaillenspiegel
| Platz  | Land               | Gold | Silber | Bronze | Gesamt |
| ------ | ------------------ | ---- | ------ | ------ | ------ |
| 1      | Sowjetunion        | 2    | 1      | –      | 3      |
| 2      | Südkorea           | 1    | 2      | 1      | 4      |
| 3      | Vereinigte Staaten | 1    | 1      | –      | 2      |
| 4      | Deutschland        | –    | –      | 1      | 1      |
| 4      | Japan              | –    | –      | 1      | 1      |
| 4      | Schweden           | –    | –      | 1      | 1      |
| Gesamt | Gesamt             | 4    | 4      | 4      | 12     |